# Перепис населення Молдови (2014)
Черговий перепис населення Молдови було проведено з 12 по 25 травня 2014 року, це був другий національний перепис республіки з моменту розпаду СРСР після перепису 2004 року. Як і попередній перепис, він не врахував наявне непідконтрольному Кишиніву населення території ПМР, де 2015 року було проведено власний «перепис» населення.
У зв'язку з нестачею людських і фінансових ресурсів, перші дані перепису населення Молдови було опубліковано 31 березня 2017 року, тобто майже за три роки після його проведення. Перепис виявив різке скорочення населення республіки — до 2 998 235 осіб, що на 0,4 млн або 11,8 % менше ніж за даними за 2004 рік і на 18 % менше даних за 1989 рік. Вартість проведення склала 89 млн молдовських леїв.

## Неврахування і ухилення
Національне бюро статистики Молдови оцінило розмір недообліку і ухилення від участі в перепису в 9 % в масштабах всієї країни, в основному за рахунок недообліку населення у місті Кишинів, оціненого в 41 %. Особисто в перепису брали участь було 2 804,8 тис. осіб, при цьому в Кишиневі переписувачі змогли опитати лише 339,1 тис. осіб.

## Громадянство
99,5 % переписаних заявили про наявність у себе громадянства Молдови, при цьому 6,5 % мають також інше громадянство. З цих 6,5 % заявили про наявність у них також і громадянства Румунії 84,4 %, Росії — 6 %, Болгарії — 2,4 %, Італії та України — по 1,5 %.

## Урбанізація
Молдова продовжує залишатися переважно сільською країною, частка селян у ній зросла з 61,4 % 2004 року до 61,8 % 2014-го, а частка городян відповідно скоротилася (з 38,6 до 38,2 %) через їх більш низький природний приріст і масову еміграцію. Населення ПМР, навпаки, продовжує проживати переважно в містах (69,9 %) і ця частка продовжує зростати. Росіяни залишаються єдиним великим переважно урбанізованим етносом Молдови, серед представників всіх інших національностей переважають селяни.

## Віково-статева структура
За міжпереписний період спостерігалося прискорене старіння населення, скорочення середнього розміру домогосподарств і частки дітей у них. У 2014 році 38 % сімей мали дітей у віці до 18 років, що на 7 процентних пунктів менше, ніж в 2004 р. 51,8 % населення Молдови за переписом складають жінки і 48,2 % чоловіки, що більш збалансовано в порівнянні з ПМР, де частка жінок сягає 54,2 % населення.

## Національний склад
| Національний склад 2014 (без території ПМР) | Національний склад 2014 (без території ПМР) | Національний склад 2014 (без території ПМР) | Національний склад 2014 (без території ПМР) | Національний склад 2014 (без території ПМР) |
| ------------------------------------------- | ------------------------------------------- | ------------------------------------------- | ------------------------------------------- | ------------------------------------------- |
|                                             |                                             |                                             |                                             |                                             |
| молдовани                                   | молдовани                                   |                                             | 75.1%                                       | 75.1%                                       |
| румуни                                      | румуни                                      |                                             | 7.0%                                        | 7.0%                                        |
| українці                                    | українці                                    |                                             | 6.6%                                        | 6.6%                                        |
| гагаузи                                     | гагаузи                                     |                                             | 4.6%                                        | 4.6%                                        |
| росіяни                                     | росіяни                                     |                                             | 4.1%                                        | 4.1%                                        |
| болгари                                     | болгари                                     |                                             | 1.9%                                        | 1.9%                                        |
| цигани                                      | цигани                                      |                                             | 0.3%                                        | 0.3%                                        |
| інші                                        | інші                                        |                                             | 0.4%                                        | 0.4%                                        |

У порівнянні з попереднім переписом 2004 року, в національній складі Молдови відбулися істотні зрушення. На відміну від ПМР, де 14 % віддали перевагу взагалі не вказувати свою національність, 98,2 % населення Молдови свою національність під час перепису вказали. Частка людей, які вважають себе румунами, зросла з 2,0 % до 7,0 %. З 4,4 % до 4,6 % збільшилася частка гагаузів. В результаті, число і вага інших національностей впали. Хоча питома вага всіх основних національностей знизилася, найбільш помітним було падіння частки росіян і українців. Питома вага молдаван також трохи впав з 75,8 % до 75,1 % пункту.
У ранзі найчисленніших національностей українці перемістилися на 3-е місце, а росіяни з 3-го на 5-те. Зміна співвідношення молдован та румунів пов'язані з місцевими процесами зміни національно-політичної ідентичності, і не є результатом іміграції або природного приросту «румунів».
Частка гагаузів всередині своєї автономії зросла з 82,1 % до 83,8 % населення Тараклійський район також показав збільшення там частки болгар: з 65,6 % до 66,1 %. 96,8 % населення назвали своєю релігією православ'я.

## Рідна мова
| Рідна мова 2014 (без території ПМР) | Рідна мова 2014 (без території ПМР) | Рідна мова 2014 (без території ПМР) | Рідна мова 2014 (без території ПМР) | Рідна мова 2014 (без території ПМР) |
| ----------------------------------- | ----------------------------------- | ----------------------------------- | ----------------------------------- | ----------------------------------- |
|                                     |                                     |                                     |                                     |                                     |
| молдовська                          | молдовська                          |                                     | 56.7%                               | 56.7%                               |
| румунська                           | румунська                           |                                     | 23.5%                               | 23.5%                               |
| російська                           | російська                           |                                     | 9.7%                                | 9.7%                                |
| гагаузька                           | гагаузька                           |                                     | 4.2%                                | 4.2%                                |
| українська                          | українська                          |                                     | 3.9%                                | 3.9%                                |
| болгарська                          | болгарська                          |                                     | 1.5%                                | 1.5%                                |
| інші                                | інші                                |                                     | 0.5%                                | 0.5%                                |

Значна кількість молдован (23,5 %) назвало свою рідну мову румунською, частка таких зросла з 2004 р на 6,9 %. При цьому основна частина молдован (56,7 %) продовжують вважати рідною молдовську мову. Російську мову називали рідною багато українців, болгар та гагаузів.

## Повсякденна мова
| Повсякденна мова 2014 (без території ПМР) | Повсякденна мова 2014 (без території ПМР) | Повсякденна мова 2014 (без території ПМР) | Повсякденна мова 2014 (без території ПМР) | Повсякденна мова 2014 (без території ПМР) |
| ----------------------------------------- | ----------------------------------------- | ----------------------------------------- | ----------------------------------------- | ----------------------------------------- |
|                                           |                                           |                                           |                                           |                                           |
| молдовська                                | молдовська                                |                                           | 54.6%                                     | 54.6%                                     |
| румунська                                 | румунська                                 |                                           | 24.0%                                     | 24.0%                                     |
| російська                                 | російська                                 |                                           | 14.5%                                     | 14.5%                                     |
| гагаузька                                 | гагаузька                                 |                                           | 2.7%                                      | 2.7%                                      |
| українська                                | українська                                |                                           | 2.7%                                      | 2.7%                                      |
| болгарська                                | болгарська                                |                                           | 1.0%                                      | 1.0%                                      |
| інші                                      | інші                                      |                                           | 0.5%                                      | 0.5%                                      |

У плані повсякденної мови населення республіки ділиться на дві великі нерівні групи: румуномовних (78,6 %) і російськомовних (14,5 %). Частка всіх інших мов в сумі становить менше 7 %. При цьому 54,6 % населення зазвичай говорять на мові, яку називають молдовською, 24 % — румунською, 14,5 % — російською, по 2,7 % — українською та 2,7 % гагаузькою, 1,0 % — болгарською.
У порівнянні з переписом 2004 року частка російськомовних скоротилася з 16,0 % до 14,5 %. Це сталося переважно через зниження частки людей, які вважають себе етнічними росіянами в Молдові. Навпаки, якщо пропорція російськомовних по відношенню до росіян за переписом 2004 року складала 2,8 рази, то до 2014 року вона досягла 3,54 рази. 30,9 % людей з рідною українською мовою, третина гагаузів і болгар зазвичай спілкуються російською.
При цьому серед гагаузів охоплення повсякденною російськомовністю збільшилося з чверті до третини від їх загального числа. 3,5 % молдован також зазвичай спілкуються російською.